# Returning Jesus
Returning Jesus – album studyjny brytyjskiego zespołu No-Man wydany w 2001 roku.
Autorem wszystkich tekstów jest Tim Bowness, wszystkie utwory skomponował Steven Wilson.

## Lista utworów
1. Only Rain — 7:24
2. No Defense — 5:20
3. Close Your Eyes — 8:25
4. Carolina Skeletons— 5:08
5. Outside the Machine— 5:46
6. Returning Jesus— 5:19
7. Slow It All Down — 3:24
8. Lighthouse — 8:12
9. All That You Are — 4:44

## Twórcy
- Tim Bowness — śpiew
- Steven Wilson — instrumenty

### Gościnnie
- Steve Jansen — instrumenty perkusyjne
- Colin Edwin — gitara basowa
- David Kosten — instrumenty elektroniczne (Only Rain)
- Theo Travis — saksofon, flet (Slow It All Down, Lighthouse)
- Ian Carr — trąbka (Only Rain)
- Ian Dixon — trąbka, skrzydłówka (No Defense, Close Your Eyes)
- Ben Christophers — gitara akustyczna (Only Rain)